# Xavier Florencio
Xavier Florencio Cabré (Montroig, Tarragona, 26 de diciembre de 1979) es un exciclista español.

## Biografía
Xavier Florencio Cabré es un exciclista catalán nacido el 26 de diciembre de 1979 en Mont-roig del Camp (Tarragona). 
De familia tradicionalmente ciclista, su padre José y su hermana Núria, también fueron ciclistas profesionales.
Actualmente vive en Andorra junto a su mujer Xary, quien también ha sido ciclista profesional y con quien comparte la afición por el ciclismo y el deporte. Sus dos hijas (Lola y Vera) son sus máximas fanes. 
Xavier debutó como ciclista profesional en las filas del equipo ONCE-Eroski en agosto del año 2000 en la Vuelta a Galicia.
En el equipo ONCE-Eroski estuvo hasta finales del año 2003, donde pasó los siguientes dos años, 2004 y 2005, con el Relax-Bodysol y el segundo año con el Relax-Fuenlabrada.
Después de los dos años con el equipo Relax estuvo tres años con el equipo francés Bouygues Telecom y es allí donde obtuvo su mejor resultado como ciclista profesional cuando obtuvo la victoria en la Clásica de San Sebastiánde 2006, venciendo al sprint a un grupo repleto de ilustres como Stefano Garzelli, Andrey Kashechkin o Alejandro Valverde.
Después de esos años en el equipo francés firmó por dos temporadas con el Cervelo-Test Team, donde el líder principal era Carlos Sastre y fue él mismo quien quiso a Xavier en su equipo.
Al terminar el equipo suizo firmó con el equipo GEOX donde sólo estuvieron un año en el ciclismo profesional y al siguiente año firmó por el Katusha hasta que el 25 de octubre de 2013 que anunció su retirada del ciclismo, por un problema de salud en la arteria ilíaca, tras trece temporadas como profesional y con 33 años de edad. No obstante seguirá ligado al equipo Katusha pues en 2014 tendrá un cargo de asistente y en 2015 pasará a ser director deportivo.
A día de hoy sigue enrolado en el ciclismo como director deportivo y es empresario en el sector de la hostelería y también en servicios.

## Palmarés
2002
- 1 etapa del Tour del Porvenir

2006
- Clásica de San Sebastián

## Resultados en Grandes Vueltas y Campeonatos del Mundo
| Carrera         | Carrera         | 2001 | 2002 | 2003 | 2004 | 2005 | 2006 | 2007 | 2008 | 2009 | 2010  | 2011 | 2012  | 2013 |
| --------------- | --------------- | ---- | ---- | ---- | ---- | ---- | ---- | ---- | ---- | ---- | ----- | ---- | ----- | ---- |
|                 | Giro de Italia  | —    | —    | —    | —    | —    | —    | —    | —    | —    | —     | —    | —     | —    |
|                 | Tour de Francia | —    | —    | —    | —    | —    | —    | 46.º | 98.º | —    | —     | —    | —     | —    |
|                 | Vuelta a España | —    | —    | —    | 90.º | 99.º | Ab.  | Ab.  | 36.º | 59.º | 104.º | —    | 105.º | —    |
| Mundial en Ruta | Mundial en Ruta | —    | —    | —    | —    | —    | 36.º | Ab.  | —    | —    | —     | —    | —     | —    |

—: no participa

Ab.: abandono